# سیسیل ۱۲۵۸
سیارک ۱۲۵۸ (به انگلیسی: 1258 Sicilia، نامگذاری:1932PG) هزار و دویست و پنجاه و هشتمین سیارک کشف شده‌است که در ۸ اوت ۱۹۳۲ و در هایدلبرگ کشف شد.
قدر مطلق سیارک برابر ۱۰٫۵۰ است.